# Kurt Albrecht (Mediziner)
Kurt Albrecht (* 31. Dezember 1894 in Berlin; † 7. Mai 1945 in Prag) war ein deutscher Psychiater, Neurologe, Hochschullehrer und Nationalsozialist.

## Leben
Albrecht studierte Medizin an der Friedrich-Wilhelms-Universität zu Berlin und wurde im Wintersemester 1913/1914 Mitglied der Landsmannschaft Marchia Berlin. Noch als Student nahm er am Kapp-Putsch teil. Er beendete das Studium 1921 und promovierte zum Dr. med. Unter dem Medizinprofessor Karl Bonhoeffer war er seit Anfang Oktober 1921 Assistenzarzt an der Psychiatrischen Klinik der Charité. Bei ihm habilitierte er sich 1930. Er wurde im selben Jahr Privatdozent und 1933  ao. Professor an der Universität Berlin.
Albrecht trat zum 1. November 1933 der SS bei (SS-Nummer 139.960) und erreichte den Rang eines SS-Untersturmführers. 1937 trat er der NSDAP bei (Mitgliedsnummer 4.830.422). Außerdem gehörte er dem NS-Lehrerbund, dem NS-Dozentenbund, der Nationalsozialistischen Volkswohlfahrt und der NS-Kriegsopferversorgung an.
Nach der sogenannten Zerschlagung der Rest-Tschechei wurde Albrecht 1939 als o. Professor für Neurologie und Psychiatrie an die zur Reichsuniversität Prag umbenannten Karl-Ferdinands-Universität berufen. Als Nachfolger von Eduard Gamper war er Direktor der Neurologischen und Psychiatrischen Universitätsklinik. Nach dem Suizid von Friedrich Klausing wurde Albrecht im August 1944 zunächst kommissarisch und im November 1944 offiziell Rektor der Reichsuniversität. Er bekleidete dieses Amt bis Mai 1945.
Im Zuge des Prager Aufstands zum Kriegsende im Mai 1945 und der Besetzung der Universität durch tschechische und sowjetische Soldaten, kam Albrecht Anfang Mai 1945 in seiner Klinik gewaltsam zu Tode.